# 新界鄉議局元朗區中學
新界鄉議局元朗區中學（英語：New Territories Heung Yee Kuk Yuen Long District Secondary School；簡稱NTHYKYLDSS、鄉中），位於新界元朗，為香港一所官立英文中學，由港英政府及新界鄉議局於1967年創辦，創校時為文法學校。現為香港兩所新界鄉議局官立中學之一，另一所是位於新界大埔的新界鄉議局大埔區中學。

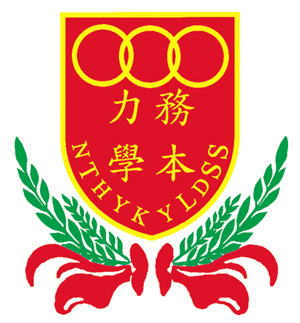
新界鄉議局元朗區中學校徽

## 歷史
1961年，為配合政府在新界的发展及應付日漸增加的學童數目，新界鄉議局執行委員會會議通過設立新界鄉議局籌建三區中學委員會。與政府商討後，決定在新界鄉議局三個選舉區即元朗、大埔及南約區各建立一所中學。建築費用由新界鄉議局資助每所百分之30，即60萬港元，餘下費用由政府承擔。此校為三所之中最早落成並開始辦學的一所，除此校外，另外兩校分別為新界鄉議局大埔區中學（于1981年创校）以及新界鄉議局南約區中學（已於2007年停止辦學）。

學校早於1967年創校，但初期由於營建校舍需時，故先借用元朗公立中學校舍辦學，直至1968年校舍落成並遷到現址，並在次年獲港督戴麟趾爵士親臨主持開幕典禮。

## 學校簡介

### 開設科目
初中（中一至中三）
中一至中三學生除以下科目外，亦有每循環周一次的班主任課及閱讀課，以分別培養學生道德觀及處世態度，以及加強學生對時事的認識及培養批判性思考。
| 級別 | 主科                     | 副科                                                                                             |
| ---- | ------------------------ | ------------------------------------------------------------------------------------------------ |
| 中一 | 中國語文、英國語文、數學 | 中國歷史、世界歷史、地理、綜合科學、電腦認知、生活科技、音樂、視覺藝術、體育                     |
| 中二 | 中國語文、英國語文、數學 | 中國歷史、世界歷史、地理、綜合科學、電腦認知、生活科技、音樂、視覺藝術、體育                     |
| 中三 | 中國語文、英國語文、數學 | 中國歷史、世界歷史、地理、生物、物理、化學、會計及經濟、電腦認知、生活科技、音樂、視覺藝術、體育 |

高中（中四至中六）
該校配合三三四高中教育改革在高中開辦新高中課程，學生將在中六該年應考香港中學文憑考試。高中學生需修讀文憑試的四科必修科，並從以下的選修科中選擇兩至三科（升讀中四時必須選擇三科，精英班學生可在三科外額外選修數學延伸部分（單元二））。除了文憑試的科目外，學校亦於每循環周提供其他學習經歷課兩節，以及班主任課。
| 級別 | 必修科                                                 | 選修科 |
| ---- | ------------------------------------------------------ | --- |
| 中四 | 中國語文、英國語文、數學（必修部分）、公民與社會發展科 | 中國歷史、世界歷史、地理、生物、物理、化學、經濟、資訊及通訊科技、視覺藝術、中國文學 、數學延伸部分（單元二） |
| 中五 | 中國語文、英國語文、數學（必修部分）、公民與社會發展科 | 中國歷史、世界歷史、地理、生物、物理、化學、經濟、資訊及通訊科技、視覺藝術、中國文學、數學延伸部分（單元二）  |
| 中六 | 中國語文、英國語文、數學（必修部分）、公民與社會發展科 | 中國歷史、世界歷史、地理、生物、物理、化學、經濟、資訊及通訊科技、視覺藝術、中國文學、數學延伸部分（單元二）  |

### 課堂編排
該校採用六日循環周制，即不以星期作為課堂編排的準則，而將上學日順次序編排為循環周第1日至循環周第6日，每個循環日設8節課堂，每節40分鐘，並設有1節20分鐘的小息及1小時5分鐘的午膳時間。每循環周第1日的第八節定為班主任課，有時亦會用作其他活動，如舉行講座。

### 班級結構
該校全校共有28班，初中13班，高中15班。
初中（中一至中三）
該校初中三級各開設四班，即A、B、C、D，D班為精英班。（2021-22年度 中一新設E班，惟因為新改動而並不劃分精英班）
高中（中四至中六）
該校高中三級各開設五班，即A、B、C、D、E，E班為精英班。

### 教學語言
該校初期分有中文部及英文部，但由1997年開始，該校中一級只開設英文部，至2003年全校所有班級均為英文部。

現時學校為香港114間英文授課中學之一，除中國語文、中國歷史、中國文學、普通話、生命教育及通識教育外均採用英文作為教學語言。

### 聯繫小學
- 屯門官立小學
- 元朗官立小學
- 南元朗官立小學[7]

## 學校組織

### 校董會
該校校董會現由16人組成，成員包括新界鄉議局成員、元朗區民政事務專員、學校管理委員會主席、校長、家長代表及校友代表等。校董會主席一職自1983年起長期由新界鄉議局主席擔任，當時劉皇發太平紳士自1983年起一直擔任校董會主席，1988年學校改組校董會後仍由他擔任直至去世，他本人亦獲永遠榮譽校董會主席之名銜。現任校董會主席為劉皇發之子、現任新界鄉議局主席劉業強太平紳士, BBS, MH。

### 學校管理委員會
該校作為官立學校，在1999年跟隨教育局指引成立學校管理委員會，加強學校管理效率及成效，並由教育局首席教育主任（新界）擔任學校管理委員會主席，現任學校管理委員會主席為李慧冰女士。

### 家長教師會
該校家長教師會成立於1985年，目的為促進家長與教師之間的聯絡與溝通，並為學生謀求福利。該會每年召開一次會員大會，商議相關事宜，並進行選舉投票。每年家長教師會亦會舉辦親子春季旅行。

### 校友會
該校校友會創辦於1990年，目的為舉辦各種活動聯繫各方校友，並回饋母校。校友會現時每年皆會出版刊物《鄉橋》，並於學校開放日設置攤位、協辦各屆元朗區傑出小學生選舉等，更籌集款項成立獎學金，每年發放予表現優異的學生。

### 學生組織
該校設有學生會、四社（鄉、元、中及學社）、領袖生及各式課外活動學會等學生組織，用以提升學生的組織、領導以及辦事能力。當中每屆學生會主席及領袖生長的名字均會刻於禮堂兩側的木板上。
學生會
該校學生會於每學年9月份由全校學生公投選出，作為學校與學生之間的溝通橋樑。學生會由9人組成，分別為主席、副主席、財政、文書、外務秘書、內務秘書、學術秘書、文化秘書及體育秘書。
四社
該校將所有學生分為鄉、元、中及學四社，社名選自學校名稱中的四個字。學校每年不少比賽及活動均以社際形式舉辦，包括水運會等，亦設有社際比賽全年總冠軍的獎項。
領袖生
該校領袖生成員選自中二至中五級，由兩名領袖生長（Head Prefect）領導，共分三隊，每隊各由兩名領袖生隊長（Prefect Leader）帶領，負責協助校方管理日常秩序。
課外活動學會
該校設有各種課外活動學會供學生自由參與，除原有的學科及服務性學會外，同學更可在經老師批准後自組興趣性學會。

## 歷任校長
- 劉選民校長（1967-1968）
- 鄭旭寧校長（1968-1973）
- 吳翊華校長（1973-1975）
- 趙東成校長（1975-1979）
- 鄭錦棠校長（1979-1984）
- 梁桂沖校長（1984-1995）
- 蔡創達校長（1995-2008）
- 張吳玉枝校長（2008-2011）
- 李志深校長（2011-2014）
- 林家耀校長（2014-2018）
- 袁廣業校長（2018-現在）

## 公開考試成績
在歷屆香港中學會考及香港中學文憑考試，新界鄉議局元朗區中學是產生最多會考「10A狀元」及文憑試「7科5**狀元」（在甲類科目中至少3個選修科及4個核心科獲得5**成績）的學校之一，截至2024年，共有3名，其中1名會考「10A狀元」及2名文憑試「7科5**狀元」，排名全港第17。

### 香港中學會考狀元
2006年：10A狀元：鄧嘉淇，於香港中文大學修讀保險、財務與精算學。 

### 香港中學文憑考試
- 2022年：7科5**狀元：俞東晴，入讀香港大學-倫敦大學學院法學士雙學位課程。[18]
- 2024年：（7個5** 超級狀元）：黃靖康，於香港中文大學修讀內外全科醫學士課程 - 環球醫學領袖培訓專修組別。[19][20]

## 外部連結
- 新界鄉議局元朗區中學網站
- 校友會官方網頁 （页面存档备份，存于）
- 香港教育城中學概覽

22°26′35″N 114°01′23″E / 22.442918°N 114.022942°E